# Darryn Hill
Darryn William Hill (Perth, 11 agosto 1974) è un ex pistard australiano.

## Palmarès

### Olimpiadi
- 1 medaglia:
  - 1 bronzo (Sydney 2000 nella velocità a squadre)

### Mondiali
- 5 medaglie:
  - 2 ori (Bogotá 1995 nella velocità; Manchester 1996 nella velocità a squadre)
  - 1 argento (Palermo 1994 nella velocità)
  - 2 bronzi (Manchester 1996 nella velocità; Perth 1997 nella velocità)

### Giochi del Commonwealth
- 2 medaglie:
  - 1 argento (Victoria 1994 nel km a cronometro)
  - 1 bronzo (Victoria 1994 nella velocità)